# Rajon Iwaniwka (Odessa)
Der Rajon Iwaniwka (ukrainisch Іванівський район/Iwaniwskyj rajon; russisch Ивановский район/Iwanowski rajon) war eine administrative Einheit in der Oblast Odessa im Süden der Ukraine. Das Zentrum des Rajons war die Siedlung städtischen Typs Iwaniwka, die Einwohner verteilten sich auf drei Siedlungen städtischen Typs sowie 43 Dörfer.

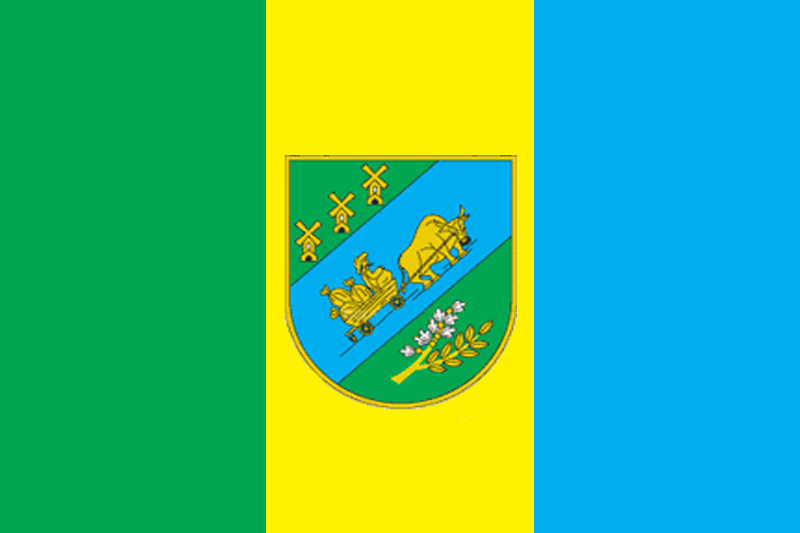
Flagge des Rajons

## Geographie
Der Rajon lag im mittleren zentralen Teil der Oblast Odessa, er grenzte im Norden an den Rajon Schyrjajewe, im Nordosten an den Rajon Beresiwka, im Osten und Südosten an den Rajon Lyman, im Süden an den Rajon Biljajiwka, im Westen an den Rajon Rosdilna sowie im Nordwesten an den Rajon Welyka Mychajliwka.
Das ehemalige Rajonsgebiet mündet im Süden in den Kujalnyk-Liman und Chadschybej-Liman, durch das Gebiet fließen die Flüsse Welykyj Kujalnyk, Serednij Kujalnyk, Malyj Kujalnyk sowie die Koschkowa. Es ist eher flach mit Höhenlagen zwischen 10 und 120 Metern (höchste Erhebung 128 Meter) und wird durch das Schwarzmeertiefland geprägt.

## Geschichte
Der Rajon entstand 1923 unter dem Namen Rajon Janowka, nach der Umbenennung des namensgebenden Rajonszentrums in Iwaniwka im Jahre 1945 erfolgte auch die Umbenennung des Rajons im gleichen Jahr, seit 1991 war er Teil der heutigen Ukraine.
Am 17. Juli 2020 kam es im Zuge einer großen Rajonsreform zum Anschluss des Rajonsgebietes an den Rajon Beresiwka sowie kleinen Teilen an den Rajon Odessa (Landratsgemeinde Pawlynka).

## Administrative Gliederung

### Siedlung städtischen Typs
| Siedlungen städtischen Typs | Siedlungen städtischen Typs | Siedlungen städtischen Typs |
| Name                        | Name                        | Name                        |
| ukrainisch transkribiert    | ukrainisch                  | russisch                    |
| --------------------------- | --------------------------- | --------------------------- |
| Iwaniwka                    | Іванівка                    | Ивановка (Iwanowka)         |
| Bujalyk                     | Петрівка                    | Петровка (Petrowka)         |
| Radisne                     | Радісне                     | Радостное (Radostnoje)      |

### Dörfer
| Dörfer                                   | Dörfer                       | Dörfer                                                   | Dörfer            |
| Name                                     | Name                         | Name                                                     | Gemeindezuordnung |
| ukrainisch transkribiert                 | ukrainisch                   | russisch                                                 | Gemeindezuordnung |
| ---------------------------------------- | ---------------------------- | -------------------------------------------------------- | ----------------- |
| Adamiwka                                 | Адамівка                     | Адамовка (Adamowka)                                      | Seweryniwka       |
| Balanyny                                 | Баланини                     | Баланины (Balaniny)                                      | Busynowe          |
| Baranowe                                 | Баранове                     | Бараново (Baranowo)                                      | Baranowe          |
| Bilka                                    | Білка                        | Белка (Belka)                                            | Bilka             |
| Blonske                                  | Блонське                     | Блонское (Blonskoje)                                     | Bilka             |
| Bohunowe                                 | Богунове                     | Богуново (Bogunowo)                                      | Konopljane        |
| Bukatschi (bis 2016 Lenina)              | Букачі (Леніна)              | Букачи/Ленина                                            | Pawlynka          |
| Busynowe                                 | Бузинове                     | Бузиново (Businowo)                                      | Busynowe          |
| Dschuhastrowe                            | Джугастрове                  | Джугастрово (Dschugastrowo)                              | Kalyniwka         |
| Hudewytschewe                            | Гудевичеве                   | Гудевичево (Gudewitschewo)                               | Kalyniwka         |
| Kalyniwka                                | Калинівка                    | Калиновка (Kalinowka)                                    | Kalyniwka         |
| Konopljane                               | Конопляне                    | Конопляное (Konopljanoje)                                | Konopljane        |
| Koslowe                                  | Козлове                      | Козлово (Koslowo)                                        | Mychajlopil       |
| Ljubotajiwka                             | Люботаївка                   | Люботаевка (Ljubotajewka)                                | Konopljane        |
| Lisynka                                  | Лізинка                      | Лизинка (Lisinka)                                        | Pawlynka          |
| Malyniwka                                | Малинівка                    | Малиновка (Malinowka)                                    | Baranowe          |
| Maslowe                                  | Маслове                      | Маслово (Maslowo)                                        | Bilka             |
| Marzijanowe                              | Марціянове                   | Марцияново (Marzijanowo)                                 | Mychajlopil       |
| Mychajlopil                              | Михайлопіль                  | Михайлополь (Michailopol)                                | Mychajlopil       |
| Nowakowe                                 | Новакове                     | Новаково (Nowakowo)                                      | Kalyniwka         |
| Nowi Schompoly                           | Нові Шомполи                 | Новые Шомполы (Nowyje Schompoly)                         | Pawlynka          |
| Nyschnij Kujalnyk                        | Нижній Куяльник              | Нижний Куяльник (Nischni Kuljalnik)                      | Busynowe          |
| Pawlynka                                 | Павлинка                     | Павлинка (Pawlinka)                                      | Pawlynka          |
| Prochorowe                               | Прохорове                    | Прохорово (Prochorowo)                                   | Busynowe          |
| Prytschepiwka                            | Причепівка                   | Причеповка (Pritschepowka)                               | Baranowe          |
| Ruska Slobidka                           | Руська Слобідка              | Русская Слободка (Russkaja Slobodka)                     | Seweryniwka       |
| Schamaniwka                              | Шаманівка                    | Шамановка (Schamanowka)                                  | Pawlynka          |
| Schemetowe (bis 2016 Schtschorsowe)      | Шеметове (Що́рсове)           | Шеметово (Schemetowo)/Щорсово (Schtschorsowo)            | Bilka             |
| Scherowe                                 | Шерове                       | Шерово (Scherowo)                                        | Konopljane        |
| Schowte                                  | Жовте                        | Жёлтое (Schjoltoje)                                      | Bilka             |
| Seweryniwka                              | Северинівка                  | Севериновка (Sewerinowka)                                | Seweryniwka       |
| Snamjanka (bis 2016 Tscherwonosnamjanka) | Знам'янка (Червонознам'янка) | Знаменка (Snamenka)/Червонознаменка (Tscherwonosnamenka) | Snamjanka         |
| Sokolowe                                 | Соколове                     | Соколово (Sokolowo)                                      | Kalyniwka         |
| Sosoniwka                                | Созонівка                    | Созоновка (Sosonowka)                                    | Pawlynka          |
| Suchomlynowe                             | Сухомлинове                  | Сухомлыново (Suchomlynowo)                               | Baranowe          |
| Suliwka                                  | Силівка                      | Силовка (Sulowka)                                        | Konopljane        |
| Tarassiwka                               | Тарасівка                    | Тарасовка (Tarassowka)                                   | Konopljane        |
| Tschernjachiwske                         | Черняхівське                 | Черняховское (Tschernjachowskoje)                        | Bilka             |
| Uljaniwka                                | Улянівка                     | Ульяновка (Uljanowka)                                    | Petriwka          |
| Wassyliwka                               | Василівка                    | Василевка (Wassilewka)                                   | Pawlynka          |
| Welykyj Bujalyk (bis 2016 Blahojewe)     | Великий Буялик (Благоєве)    | Великий Буялык (Weliki Bujalyk)/Благоево (Blagojewo)     | Welykyj Bujalyk   |
| Werchnij Kujalnyk                        | Верхній Куяльник             | Верхний Куяльник (Werchni Kuljalnik)                     | Busynowe          |
| Wowkowe                                  | Вовкове                      | Волково (Wolkowo)                                        | Kalyniwka         |